# Justøy

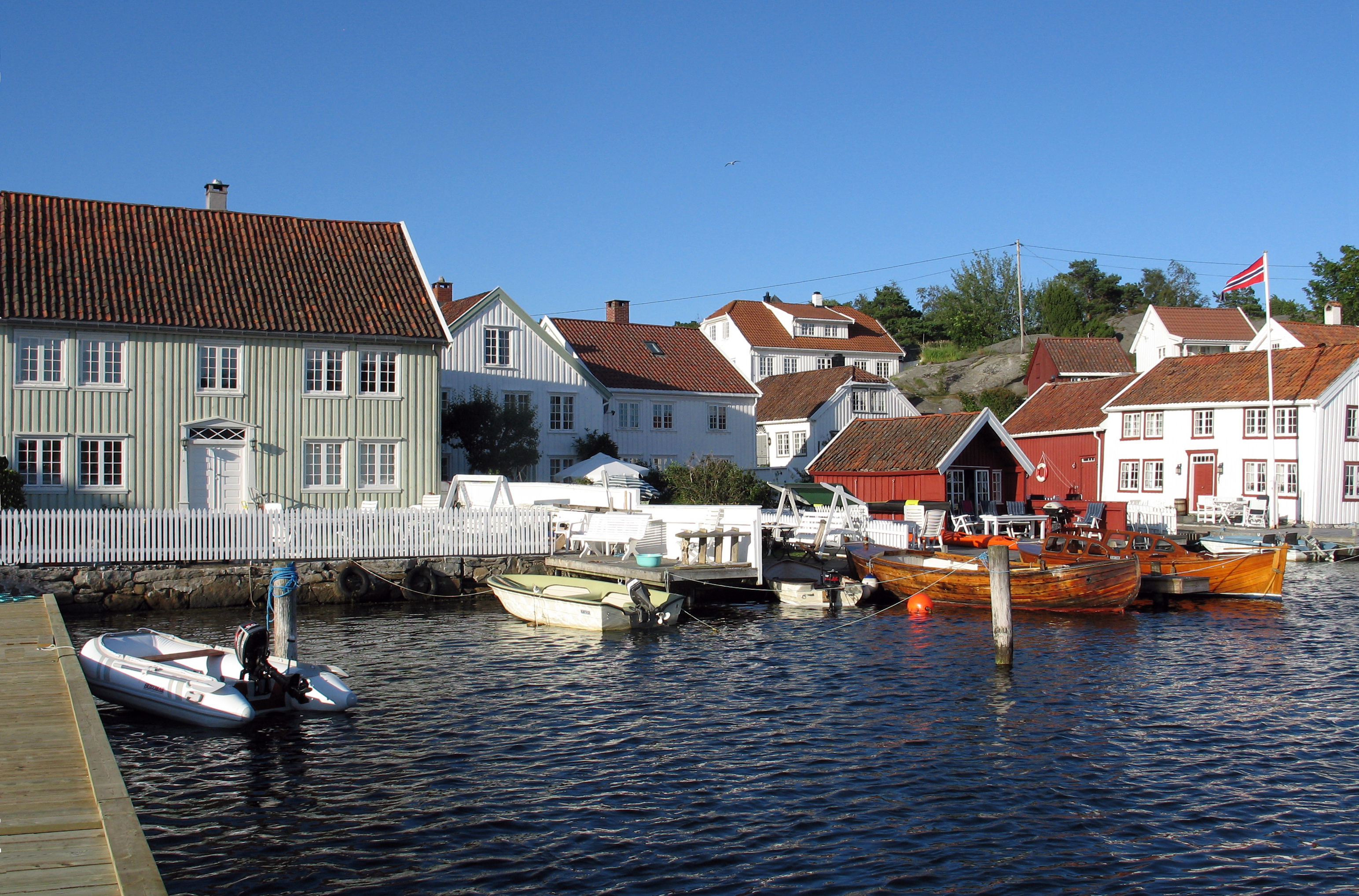
Vue du port de Brekkestø sur Justøya

Justøy (ou Justøya) est une île de Norvège dans le comté d'Agder qui appartient à la municipalité de Lillesand, en Norvège. Elle compte environ 360 habitants dispersés sur l'île.
Le nom de l'île vient du vieux mot norrois Jóstr.

## Géographie
L'île s'étend sur 4 km de longueur pour une largeur de 3 km, soit une superficie de 7.9 kilomètres carrés ; ce qui fait de Justøy la deuxième plus grande île du comté d'Aust-Agder. Elle est située juste au sud de la ville de Lillesand avec le Skaggerak à l'est, et le détroit de Blindleia et le continent à l'ouest.

## Divers
Justøy est relié au continent par le pont Justøybrua , long de 116 mètres (381 pieds), et construit en 1949. Le vieux port de Brekkestø se trouve sur le côté sud de l'île. Ce port est l'un des vestiges de l'époque des navires à voile qui voyageaient sur la côte du Skagerrak.
Juste au nord du Brekkestø, à Nyberg, se trouvent les ruines Festung Björkestraße : il s'agit de fortifications militaires allemandes datant de la Seconde Guerre mondiale, composées de bunkers construits par des prisonniers de guerre norvégiens. 
L'île est largement caractérisée par le tourisme d'été ; le port de Brekkestø comporte de nombreux hôtels pour accueillir les visiteurs. Parmi les lieux notables de Justøy, on peut citer l'école Montessori, la chapelle Justøy, le cimetière, le pensionnat, le camping et le magasin d'été (situé à Brekkestø).

## Liens externes

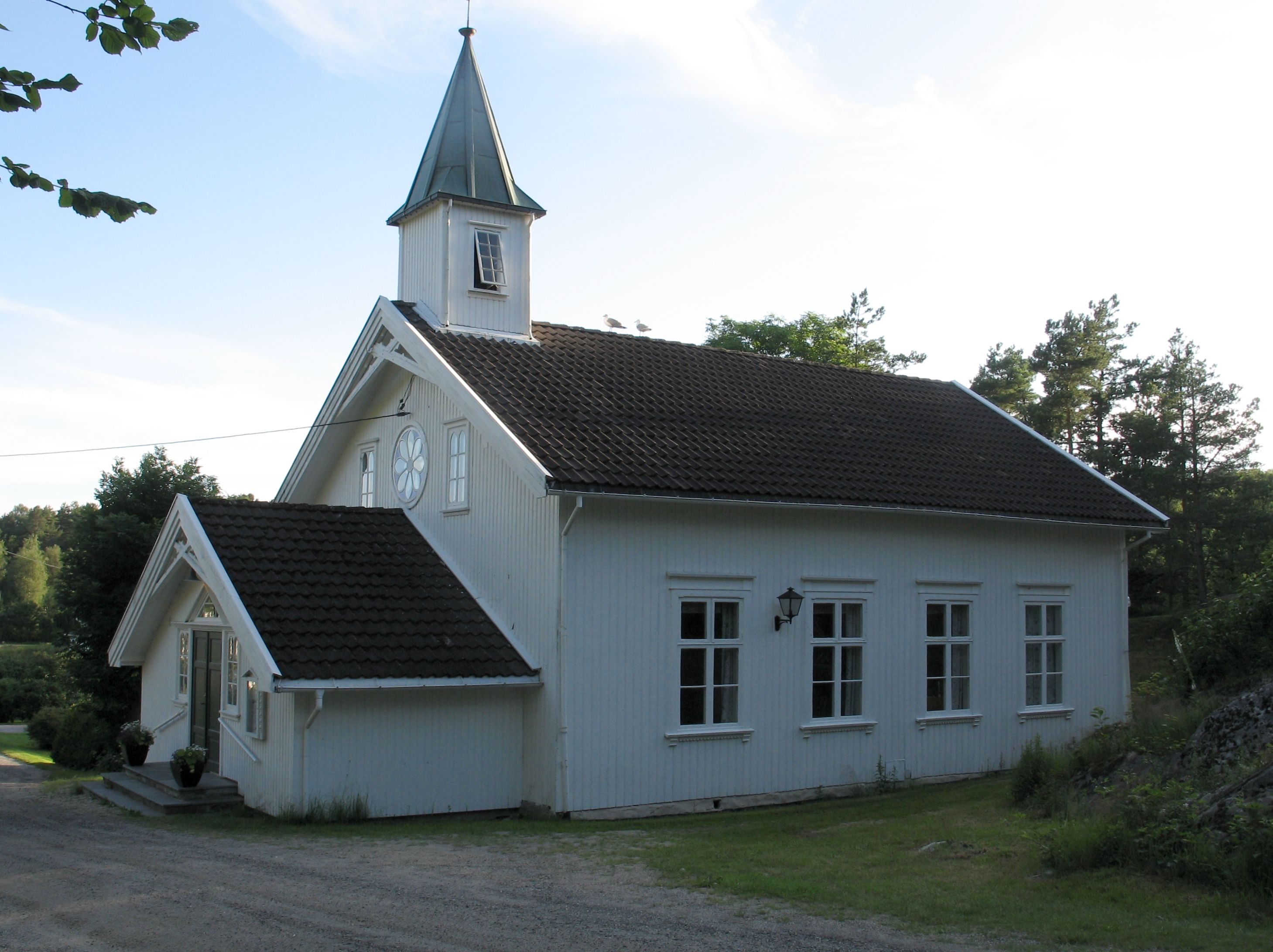
La chapelle Justøy.

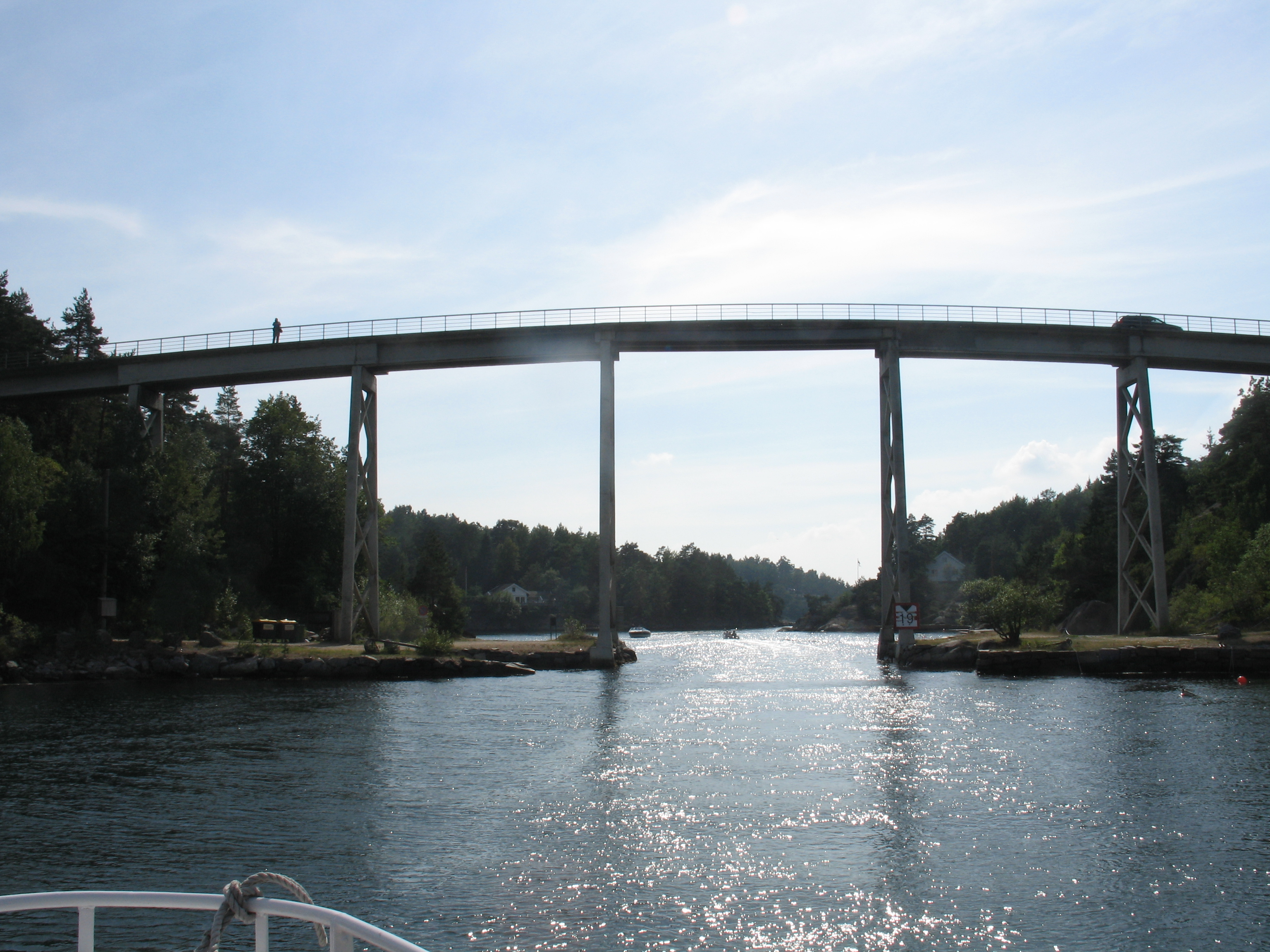
Le pont Justøybrua, qui relie l'île au continent.